# イースIV
『イースIV』（イース4、Ys IV）では、日本ファルコムのアクションロールプレイングゲーム (ARPG) 、〈イースシリーズ〉の第4作目となるコンピュータゲームとその派生作品を総合的に扱う。〈イースシリーズ〉の全体像や『IV』各作品の詳細については、「イースシリーズ」・「イースIV MASK OF THE SUN」・「イースIV The Dawn of Ys」・「イースIV MASK OF THE SUN -a new theory-」・「イース セルセタの樹海」の各項を参照。
後述する特殊な開発経緯により『イースIV』にはファルコム開発のオリジナル版がなく、オリジナル版はライセンシーが開発した2作となっている。その後のリメイクも合わせ、それぞれ異なる会社で開発された異なる4作のゲームが同一の原案から開発されている。

## 世界設定
樹海の広がるセルセタを舞台に赤毛の剣士アドル＝クリスティンの冒険を描いたファンタジー作品。〈イースシリーズ〉本編は「主人公アドルの冒険日誌を原典としている」というメタフィクション設定があり、本作ではアドルが10代の時に体験した生涯2度目となる大きな冒険を綴った冒険日誌『セルセタの樹海』が原典とされている。シリーズ4作目となる作品ではあるが『I・II』の直後から続く続編として制作されており、時系列では後作『X』の後、前作『III』よりも前となっている。
『VI』以降、シリーズの世界設定の根本となった「有翼人」が初めて登場した作品。

## あらすじ
2011年12月現在で既に発売されている作品はいずれも大筋としては、エウロペ西部に広がるセルセタの樹海を舞台に、有翼人の持ち込んだ「太陽の仮面」の力によって繁栄していた古代文明・セルセタ文明の謎に迫っていく内容となっている。ただし、開発会社によっていずれの作品も独自のアレンジが加わっており、ストーリーの展開や結末はそれぞれに異なっている。

## 開発経緯
PCエンジン (PCE)への移植版『イースI・II』と『イースIII』を開発・発売したハドソンが続編の開発を日本ファルコムへと打診したことが本作開発のきっかけとなっている。制作ラインが埋まっていたためファルコム側は一旦断るが、ファルコムが世界観だけを作ってゲーム制作をハドソンが担当するというハドソン側の提案を受け入れ、原案シナリオと音楽をファルコムが担当する形で開発が決定される。ゲームシステムと舞台を大きくかえた『III』が不評に終わり『II』の続編を望むユーザの声が大きかったことから、システムのベースは『II』のものへと戻され、ストーリーも『II』の直後から始まるイースの国に関わる形とされた。原案の制作は1991年（平成3年）までには開始されており、オリジナル版発売当時のゲーム誌（主にPCエンジン雑誌）で、ファルコム原案キャラクターデザインラフイラスト、原案のストーリーダイジェスト、ファルコム原案シナリオスタッフのコメントが掲載されていた。
そしてファルコムの原案シナリオを元に『III』のスーパーファミコン (SFC) への移植を行なったトンキンハウス（東京書籍のテレビゲーム事業子会社）とメガドライブ (MD) へのファルコム作品の移植を行っていたセガ・ファルコムの両者がそれぞれのプラットフォーム向けに独自に開発することも決まり、3作のオリジナル版『イースIV』が開発されることとなる。このうちSFC版『イースIV MASK OF THE SUN』とPCE版『イースIV The Dawn of Ys』は1993年（平成5年）に発売されるが、MD版は開発中止となっている。こうした経緯により、ファルコムの代表作〈イース〉でありながらファルコム自身によって開発されたオリジナル版『イースIV』はなく、オリジナル作品が他社製でしかも2作品あるという特殊な状態となる（後の事例については下記参照）。
2004年（平成16年）にPlayStation 2向け事業でファルコムと提携したタイトーが、2005年（平成17年）にリメイク作『イースIV MASK OF THE SUN -a new theory-』を発売。副題は英語で「新説」を意味しており、その名の通りフルリメイク作品となっている。
2012年（平成24年）にはファルコムのPlayStation Vita参入作品として前述の『-a new theory-』とは異なるリメイク作『イース セルセタの樹海』が発売された。ファルコムの自社開発による『イースIV』がライセンシーによるオリジナル版から約20年後に実現したとも言える。

## ゲーム作品一覧
同一原案から開発されたため、ストーリーのベース部分や地名・人名と言った固有名詞では共通する部分は多い。またオリジナルの2作は基本システムを『II』から踏襲しているためある程度の共通性がある。しかし、いずれの作品も開発会社によるアレンジが強く、物語の展開・登場人物の役割・システム（オリジナル2作については『IV』からの新システム）はそれぞれ異り、全く別のゲームとなっている。
イースIV The Dawn of Ys
PCエンジン SUPER CD-ROM2用にハドソンによって開発されたオリジナル作品の1つ。1993年（平成5年）12月22日発売。2011年（平成23年）7月6日よりPS3/PSP向けのゲームアーカイブスでエミュレート版が配信されている。
前述の通り『IV』開発の発端であり、ハドソンとファルコムが密に連絡を取り合って開発が進められた事から、発売当時はこちらが『イースIV』の正史という扱いであった。しかし開発時に過去シリーズの総括が行われた『イースVI ナピシュテムの匣』（2003年）の初回特典である『イース大全集 〜Ys complete works〜』には『IV』として本作ではなくSFC版が収録され、総括後の公式設定をまとめた『イース大全集 Perfect Data of I-VI』ではSFC版を正史として本作をアナザーストーリーと位置づけている。
イースIV MASK OF THE SUN
スーパーファミコン用にトンキンハウスによって開発されたオリジナル作品の1つ。1993年（平成5年）11月19日発売。2003年（平成15年）9月27日に発売された『VI』の初回特典である『イース大全集 〜Ys complete works〜』にプロジェクトEGGによるMicrosoft Windows向けエミュレート版が収録され、その後プロジェクトEGGでも配信されている。
非常に短い開発時間で発売された。『イース大全集 Perfect Data of I-VI』以降の公式設定ではより原案に近いこちらが正史という扱いになっている。
イースIV MASK OF THE SUN -a new theory-
PlayStation 2用にタイトーが制作（開発はアークシステムワークス）したリメイク作品。2005年（平成17年）5月26日発売。2006年（平成18年）より順次、iアプリ・S!アプリ・EZアプリ版が配信されている。
製作時にはPCE版・SFC版の製作に用いられた原案はすでに散逸していたため、本作はSFC版を元にしている。しかし一部のボスキャラやステージ配置以外に面影はないと言ってよい。PCE版、SFC版の双方で大きなトピックであったエステリア行き・リリアの再登場、といった要素もばっさりとカットするなど非常に大胆に手を入れられており、新たに有翼人設定も追加されている。
イース セルセタの樹海
PlayStation Vita用に日本ファルコムが開発したリメイク作品。2012年（平成24年）9月27日発売。
初めてファルコムが自社開発する作品であり、ファルコムは本作をリメイクではなく完全新作として扱っている。
イース セルセタの樹海:改
PlayStation 4用に日本ファルコムが開発。Vitaで発売された『セルセタの樹海』をフルHDでリマスターした作品。2019年5月16日発売。

## 共通する登場人物
本節では、既に発売されている4作に共通する主要登場人物を列挙する。それぞれの作品において役割は異なるため、詳細は各作品記事を参照。
アドル＝クリスティン
シリーズ通しての主人公。燃えるような赤毛を持つ冒険者。17~18歳。
カーナ
活発な少女で、魔物や兵士を撃退できる実力者。
レムノス
カーナと同郷の青年。
リーザ
エルディールの世話係であり、聖域に立ち入ることを許されている少女。
エルディール
有翼人の一人。
闇の一族
グルーダ、バミー、ガディスの三人。
レファンス
はるか昔、セルセタを救ったとされる伝説の王。
五忠臣
レファンスに仕える英雄たち。
ロムン帝国軍部隊
とある目的でセルセタに送り込まれたロムン帝国の部隊。本シリーズで初めて戦う人間の敵。

## メディアミックス
CD、小説、漫画とメディアミックスが行なわれている。
OVAも制作が予定され、『イース SPECIAL COLLETCTION ALL ABOUT FALCOM』にて映像の一部が公開されていたが、制作中止となった。

### 音楽メディア
オリジナル版のゲーム中音楽はFalcom Sound Team J.D.Kが作曲したFM音源曲を原曲とし、ハドソンとトンキンハウスがそれぞれで起用したアレンジャーの手によってアレンジされたものが使用されている。SFC版、PCE版のオリジナルサウンドトラックは製作されていないが、FM音源の原曲集とPCE版の全曲アレンジアルバム、PS Vita版のオリジナルサウンドトラックがファルコムレーベルから発売されている。
以下『IV』を主に扱っているものを列記する。現在これらは『イース　セルセタの樹海』のサウンドトラックを除き絶版となっているが、iTunes Storeとファミ通.comゲームミュージックダウンロードで楽曲データを1曲単位から選んで購入する事が出来る。ただしダウンロード版では「偉大なる試練」が、イングヴェイ・マルムスティーンの楽曲『Far beyond the sun』のメロディおよびコード進行が非常に酷似し著作権侵害の恐れがある可能性があるため、全てのアルバムで未収録とされている。
※「イースIV〜ザ・ドーンオブイース」の”火の村アリエダ”のBGMの前半は「ウルトラマンレオ」の”星空のバラード”と全く同じである。
- L列は発行レーベルを示す。
- FL (K)：キングレコードのファルコムレーベル、FL (F)：日本ファルコムのファルコムレーベル

| タイトル | L      | 品番        | 発売日     | 備考                                                                     |
| --- | ------ | ----------- | ---------- | ------------------------------------------------------------------------ |
| ファルコムスペシャルBOX '93 DISC4： イースIV / 風の伝説ザナドゥ/ ブランディッシュ2プレリリース Ys IV / The Legend of Xanadu / Brandish2 PRE RELEASE | FL (K) | KICA9012-5  | 1992.12.24 | 当時の未発売ゲームのアレンジ集。 『IV』の曲は米光亮がアレンジ。          |
| イースIVJ.D.K.スペシャルThe Dawn of Ys Ys IV J.D.K. SPECIAL The Dawn of Ys                                                                          | FL (K) | KICA1137    | 1993.11.26 | FM音源の原曲集。                                                         |
| ファルコムスペシャルBOX '94 DISC1： イースIVスーパーアレンジバージョン Ys IV SUPER ARRANGE VERSION                                                  | FL (K) | KICA9020-2  | 1993.12.21 | 米光亮によるアレンジ集。                                                 |
| パーフェクトコレクション イースIV〜ザ・ドーンオブイースVol.1 PERFECT COLLECTION Ys IV The Dawn of Ys Vol.1                                          | FL (K) | KICA1139    | 1994.02.23 | 米光亮によるアレンジ集。                                                 |
| パーフェクトコレクション イースIV〜ザ・ドーンオブイースVol.2 PERFECT COLLECTION Ys IV The Dawn of Ys Vol.2                                          | FL (K) | KICA1140    | 1994.04.21 | 米光亮によるアレンジ集。                                                 |
| イースIVvs風の伝説ザナドゥ／J.D.K.BAND4 Ys IV vs THE LEGEND OF XANADU J.D.K.BAND 4                                                                  | FL (K) | KICA1141    | 1994.04.30 | J.D.K.BANDによるアレンジ集。                                             |
| イースピアノコレクション2 Ys PIANO COLLECTION 2 | FL (K) | KICA1142    | 1994.05.25 | 藤澤道雄によるピアノアレンジ集。 『I』から『IV』までの曲が使われている。 |
| パーフェクトコレクション イースIV〜ザ・ドーンオブイースVol.3 PERFECT COLLECTION Ys IV The Dawn of Ys Vol.3                                          | FL (K) | KICA1144    | 1994.06.22 | 米光亮によるアレンジ集。                                                 |
| ファルコムスペシャルBOX '95 DISC3： イースIVJ.D.K.スペシャルPARTII Ys IV J.D.K.SPECIAL PART II                                                      | FL (K) | KICA9023-5  | 1994.12.21 | FM音源の原曲集。                                                         |
| ファルコムスペシャルBOX '97 DISC3： 川菜 翠・シングス・イース MIDORI KAWANA SINGS Ys                                                                | FL (K) | KICA9029-31 | 1996.12.21 | 『I』『II』『IV』『V』のボーカルアレンジ集。 ボーカルは川菜翠。          |
| ファルコムjdkバンド 2008春 FALCOM jdk BAND 2008 SPRING                                                                                              | FL (F) | NW10102770  | 2008.05.15 | 新生jdkBANDによるファルコム曲のアレンジ集。 『IV』の曲も1曲収録。        |
| イース セルセタの樹海 オリジナルサウンドトラック Ys Foliage Ocean in CELCETA ORIGINAL SOUNDTRACK                                                    | FL (F) | NW10103180  | 2012.11.09 | PS Vita版『イース セルセタの樹海』のサウンドトラック。                   |

### 小説
〈イースシリーズ〉の小説化を手がけて続けている大場惑による作品が2作で計3巻発売されている。
『イースIV 序章 翼あるものの肖像』は序章の名の通り、セルセタにおけるゲームよりも前の出来事を描いておりアドルは登場しない。
- 大場惑（著）・池上明子（イラスト）、アスペクト〈ログアウト冒険文庫〉
  - 『イースIV 序章 翼あるものの肖像』1993年10月22日発行、ISBN 4-89366-138-8
  - 『イースIV 樹海に沈みし魔宮』
    - 上、1994年8月17日発行、ISBN 4-89366-259-7
    - 下、1994年9月21日発行、ISBN 4-89366-268-6

### 漫画
- 奥田ひとし（画）・糸井賢一（脚本）『イース太陽の仮面 -Mask of the Sun』角川書店〈ドラゴンコミックス〉1994年12月、ISBN 4-04-926042-5
  - コンプティーク増刊『マル勝PCエンジン』連載
- 環望「イースIV Mask of the Sun」
  - 単行本未発売、徳間書店『ファミリーコンピュータMagazine』